# Juozas Domarkas
Juozas Domarkas (* 28. Juli 1936 in Varkaliai, Rajongemeinde Plungė) ist ein litauischer Musiker und Musikpädagoge, Orchester-Dirigent, Professor bei Lietuvos muzikos ir teatro akademija.

## Leben
Von 1955 bis 1960 absolvierte Domarkas das Klarinette-Studium am Konservatorium Litauens und 1965 Dirigieren am Leningrad-Konservatorium bei Ilja Mussin. 1963 bildete er sich in Moskau bei Igor Markevitch weiter. Seit 1964 ist Domarkas Kunstleiter und Oberdirigent des Litauischen Nationalsymphonieorchesters in Vilnius. Seit 1968 lehrt er und seit 1995 leitet den Lehrstuhls für  Dirigieren an der Musikfakultät der Litauischen Musik- und Theaterakademie. 1995 wurde er Professor. Von 1972 bis 1991 leitete er auch das Studenten-Symphonieorchester der Musikhochschule.

## Auszeichnungen
Preise
- 1974: Staatspreis von Sowjetlitauen
- 1998: Kunstpreis von Regierung Litauens
- 2000: Litauischer Nationalpreis für Kultur und Kunst

Orden
- 1994: Gediminas-Orden, 4. Stufe
- 1998: Gedimino ordinas, 1. Stufe
- 2006: Orden von Polen

## Ehrungen
- 2003: Ehrenbürger der Rajongemeinde Plungė